# Анфаль
Анфа́ль (араб. حملة الأنفال‎, перевод: «Добыча» названо в честь суры «Корана Аль-Анфаль») — геноцид курдов на севере Ирака, реализовывавшийся иракским правительством в 1987—1989 годах.
По разным оценкам, было убито от 50 000 до 182 000 курдов, мирное население подвергалось химическим бомбардировкам, 700 тысяч. человек были перемещены в концлагеря, а беженцами стали 1 миллион жителей. С 2007 года в Регионе Курдистан, автономной республики в составе Республики Ирак, ежегодно 14 апреля отмечается «День памяти жертв Анфаля».
Операциями по уничтожению курдского населения химическим оружием руководил министр обороны Али Хасан аль-Маджид, по приказам своего двоюродного брата Саддама Хусейна.
Кампания была нацелена на сельских курдов, в результате чего было уничтожено 80% всех существовавших на тот момент курдских сел на севере Ирака. Целью была ликвидация курдских повстанческих группировок и арабизация курдских земель, в частности богатые нефтью районы Киркука. Иракцы совершали зверства над местным курдским населением, в основном мирными жителями.Несмотря на то, что многие иракские арабы отрицают массовые убийства курдских жителей, Анфаль стал важным элементом, составляющим курдскую национальную идентичность.

## Ход Анфаль
Первой акцией массового геноцида курдов было уничтожение всех мужчин (с 15-летнего возраста) курдского племени барзан, осуществленное ещё летом 1983 года. Иракские солдаты оцепили лагеря, в которых содержались депортированные барзанцы, погрузили всех мужчин и вывезли в неизвестном направлении.
По той же схеме, но гораздо более масштабно действовали иракские власти во время собственно «операции Анфаль», которая проводилась армией с 29 марта 1987 по 23 апреля 1989 под общим руководством генерального секретаря Северного Бюро партии Баас, двоюродного брата Саддама Хусейна Али Хасана аль-Маджида, получившего прозвище «Химический Али». Всего в результате геноцида погибли или пропали без вести, по подсчётам организаций Human Rights Watch и Международная амнистия, около 182 000 курдов. Судьба большинства из них оставалась неясной вплоть до свержения Саддама Хусейна, когда по всему Ираку начали находить массовые захоронения казнённых. Из 5 тыс. курдских деревень полностью были разрушены 4 тыс., 700 тыс. человек были помещены в концентрационные лагеря, а беженцами стали около 1 млн человек.
Наиболее жестокими составными частями плана стали проводившиеся несколько раз химические бомбардировки курдских населённых пунктов иракской авиацией. Особую известность приобрела газовая атака в Халабдже в марте 1988 года, однако первые случаи использования химического оружия против гражданского курдского населения имели место годом раньше, когда в апреле 1987 года двадцать четыре деревни в долине Балисан (провинции Эрбиль), в районе Карадаг (на юге Сулеймании) и Яхсомер в Иракском Курдистане дважды за менее чем 48 часов подверглись химической бомбардировке из-за открытой оппозиции их населения режиму Багдада.
В рамках плана «Анфаль» широко практиковалось уничтожение курдских деревень, жители которых выселялись или угонялись. В то же время на территорию иракского Курдистана, особенно в город Киркук, целенаправленно переселялось бедное арабское население из южных районов страны, чтобы изменить этнический состав региона. Многие курдские районы были полностью опустошены, находившиеся в них селения и городки (до 4000) снесены с лица земли, а население переселено в «образцовые посёлки», напоминающие концлагеря.

## Свидетельства и документы
Аудиозаписи выступлений Али Хасана аль-Маджида перед партийным и государственным руководством региона во время «Анфаля» были захвачены курдами в Киркуке во время неудачного восстания 1991 года. Подводя итоги операции, Али Хасан говорил:
В апреле 1987 года (…) мы решили депортировать всех сельских жителей, чтобы изолировать подрывные элементы. Мы сделали это в два этапа. первый начался 21 апреля и продолжался до 21 мая. Второй этап проходил с 21 мая по 21 июня. После 22 июня все, кого арестовывали в этих районах, подлежали немедленной казни без всяких разговоров в соответствии с директивой, которая все еще остается в силе
В других выступлениях Али Хасан аль-Маджид так описывает суть «Анфаля»:
К следующему лету в этом регионе не останется сел, будут одни лагеря… Отныне я не позволю провозить в села муку, сахар, керосин или воду, запрещу проводить электричество. Пусть они приходят сюда и послушают, что я им говорю. Почему я должен позволять им жить там как невежественным ослам? Ради пшеницы? Мне не нужна пшеница. Мы уже 20 лет импортируем пшеницу, давайте увеличим импорт…
Я объявлю большие территории закрытыми зонами и запрещу всякое присутствие на них… Давайте посчитаем доходы и убытки от этих областей. Сколько хороших граждан среди тамошнего населения и сколько плохих!…
Мы вышлем их <курдов> из Мосула безо всякой компенсации. Мы разрушим их дома… Это собаки, и мы их раздавим. Мы прочтем им обязательство: Я, такой-то, понимаю, что должен жить в Автономном районе. В противном случае я готов принять любое наказание, вплоть до смертной казни. Затем положу это обязательство в карман и скажу начальнику службы безопасности отпустить его на все четыре стороны. Через некоторое время спрошу: где он? Мне скажут, вот он. Тогда партийный секретарь должен будет дать справку о местожительстве этих лиц. И я скажу: уничтожьте его…
Мы начали показывать по телевидению, как сдаются подрывные элементы. Я что, должен был о них заботиться? Что я должен был делать с ними, с этими козлами?… Нет, я закопаю их бульдозерами… Куда я должен девать такое огромное количество людей <заключенных>? Я стал распределять их по провинциям. Мне приходилось посылать бульдозеры то туда, то сюда…

Когда я приехал туда [в Киркук], доля арабов и туркмен не превышала 51 % населения Киркука. Несмотря ни на что, я потратил 60 миллионов динаров, чтобы достичь нынешней ситуации. Арабы, которых привезли в Киркук, не могли поднять их долю в населении больше, чем до 60 %. Тогда мы издали директивы. Я запретил курдам работать в Киркуке и окрестностях, за пределами Автономного района.

## Расследование

Разрушение курдской деревни

Геноцид курдов был проигнорирован как СССР и странами советского блока, так и странами Запада и прежде всего США, поддерживавшими Ирак против иранских исламистов. Ответственность за Халабджу ЦРУ возложило на Иран. Один из ведущих экспертов ЦРУ Стивен Пеллетье, во время ирано-иракской войны занимавшийся анализом ситуации в Ираке, утверждает:
Иракская армия действительно применяла химическое оружие в сражении за Халабжу, но использовалось оно отнюдь не против мирного населения города, а против наступавшей иранской армии, и все удары наносились именно по позициям войск неприятеля. Иран, в свою очередь, осуществил ответную химическую атаку, а жители города просто попали под перекрестный огонь и стали очередными случайными жертвами десятилетней войны. Сразу после катастрофы в Халабже ЦРУ провело экспертизу собранных в регионе образцов отравляющих веществ и подготовило засекреченный отчет, в котором однозначно резюмировалось, что причиной массовой гибели курдов стал вовсе не иракский, а иранский газ. По характеру поражения специалисты установили, что жители пострадали от газа из группы цианидов, ранее неоднократно использовавшегося Ираном. В 1988 году в распоряжении армии Саддама Хусейна таких реагентов не было, в битве за город иракская сторона применяла иприт и зарин.
Эти выводы, как подчеркивает Пеллетье, ЦРУ сообщило американской администрации. Они находятся в полном противоречии с курдскими данными, данными международных правозащитных организаций и данным доклада комитета Сената США по иностранным делам, однозначно утверждающими, что Саддам преднамеренно подверг химической бомбардировке чисто гражданские цели с целью «показательного коллективного наказания мирных жителей за оказываемую ими поддержку повстанцев». Согласно собранным правозащитниками показаниям свидетелей, «оставшиеся на улице люди ясно видели, что это иракские, а не иранские самолеты: они летели так низко, что можно было видеть их опознавательные знаки (…) основной удар наносился по северной части города, подальше от военных баз». Организация по запрещению химического оружия, также обвиняя в применении газа Саддама, отмечает, что в Халабдже был применен именно иприт (горчичный газ), находившийся на вооружении Ирака. О целенаправленном использовании химического оружия против курдов свидетельствуют те же аудиокассеты выступлений Али Хасана аль-Маджида. На встрече с членами Северного бюро Баас 26 мая 1987 года он, в частности, заявил:
Джаляль Талабани просил меня открыть специальный канал связи с ним. В тот вечер я отправился в Сулейманию и атаковал его с применением спецсредств <вероятно, речь идёт о химической атаке в апреле 1987 г. в долине Джафати — прим. Human Rights Watch> Это был мой ответ. Мы продолжали депортацию. Я предупредил милицейских командиров, которые не хотели никуда уезжать из своих сел, что села все равно будут уничтожены. Против них будут предприняты химические атаки, и они погибнут… Я уничтожу их химическим оружием, и кто мне что скажет? Международное сообщество? Да плевать на него! И на тех, кто к нему прислушивается!
Комитет Сената США по иностранным делам дал следующую оценку положению в Курдистане на момент его освобождения от власти Саддама осенью 1991 года:
Курдистан представляет собой разрушенный регион. Иракский режим систематически проводил кампанию по уничтожению курдских посёлков: они взрывались и сносились бульдозерами — всего было уничтожено 3900 поселков. В результате более 2 млн человек из четырёхмиллионного населения Иракского Курдистана были принудительно выселены в другие районы. На востоке были взорваны города Чварта, Хадж Омран, Саид Садик и Калат Диза. Город Халабджа разрушен более чем наполовину и почти обезлюдел. Десятки тысяч людей, ранее насильственно переселённые в «образцовые поселки», скорее напоминающие концентрационные лагеря, живут на развалинах своих городов.
Название «Анфаль» стало у иракских курдов таким же нарицательным для обозначения геноцида, как у евреев — «Холокост»; так например существуют понятия «анфалировать», «анфалированные» — в отношении жертв Анфаля.

## Трибунал
После свержения режима Саддама Хусейна президент и ряд его соратников предстали перед судом за преступления, совершённые в годы правления партии Баас. Среди обвинений фигурировали дело об Анфале и Халабдже. Процесс по Анфалю проходил с августа 2006 по июнь 2007 гг. Суд признал ряд бывших чиновников виновными в преступлении против курдского населения Ирака. По делу об Анфале перед судом предстали следующие лица:
| Имя                       | Портрет     | Должность во время Анфаль                | Приговор                    |
| ------------------------- | ----------- | ---------------------------------------- | --------------------------- |
| Саддам Хусейн             | (1937—2006) | Президент Ирака                          | Смертная казнь              |
| Али Хасан аль-Маджид      | (1941—2010) | Глава комитета Северного Ирака           | Смертная казнь              |
| Султан Хашим Ахмад        | (1945—2020) | Командующий операцией                    | 15 лет тюремного заключения |
| Сабир ад-Дури             |             | Глава военной разведки                   | Пожизненное заключение      |
| Хусейн Рашид Мухаммед     |             | Командующий операцией                    | Смертная казнь              |
| Тахер Тауфик аль-Аани     |             | Губернатор Мосула                        | Оправдан                    |
| Фархан Мутлак аль-Джабури |             | Глава восточного отдела военной разведки | Пожизненное заключение      |